# FK Vojvodina
FK Vojvodina (serbiska: Fudbalski Klub Vojvodina) är fotbollssektionen i idrottsföreningen SD Vojvodina i Novi Sad. FK Vojvodina vann den jugoslaviska högstadivisionen 1966 och 1989, och slutade på andra plats 1957, 1962 och 1975. Säsongen 1966–1967 nådde FK Vojvodina kvartsfinalspelet i Europacupen, där man fick stryk av Celtic FC.
Säsongen 2013–2014 vann man serbiska cupen, genom att i maj finalbesegra FK Jagodina med 2–0 på Stadion Partizana i Belgrad.

### Fotnoter
1. ↑  Aleksandar Bošković (7 maj 2014). ”Vojvodina mark centenary with Serbian Cup” (på engelska). UEFA. http://www.uefa.com/memberassociations/news/newsid=2102106.html. Läst 8 mars 2018.